# Ignacio Llàcer Sornosa
Ignacio Llàcer Sornosa (Llíria, 7 de gener de 1916 - ?, 2 de març del 1986) fou un futbolista valencià de les dècades de 1930 i 1940.

## Trajectòria
Jugava de mig ala esquerre. Formà part del Llevant FC anterior a la Guerra Civil. Acabada la contesa ingressà al València CF, debutant amb el club el 19 de juny de 1939 davant el CA Osasuna amb 23 anys. Una temporada més tard, mentre realitzava el servei militar fitxà pel FC Barcelona, on romangué dues temporades i guanyà una Copa d'Espanya la temporada 1941-42. Aquest darrer any retornà al València, on es retirà l'any 1946, un 13 de gener en un partit enfront l'Athletic Club de Bilbao. Amb el València guanyà un campionat valencià la temporada 1939-40 i una lliga espanyola la 1943-44.
El 23 de setembre del 2014 rebé un homenatge conjunt de l'ajuntament de Llíria i el Llíria CF.